# Hélène Joy

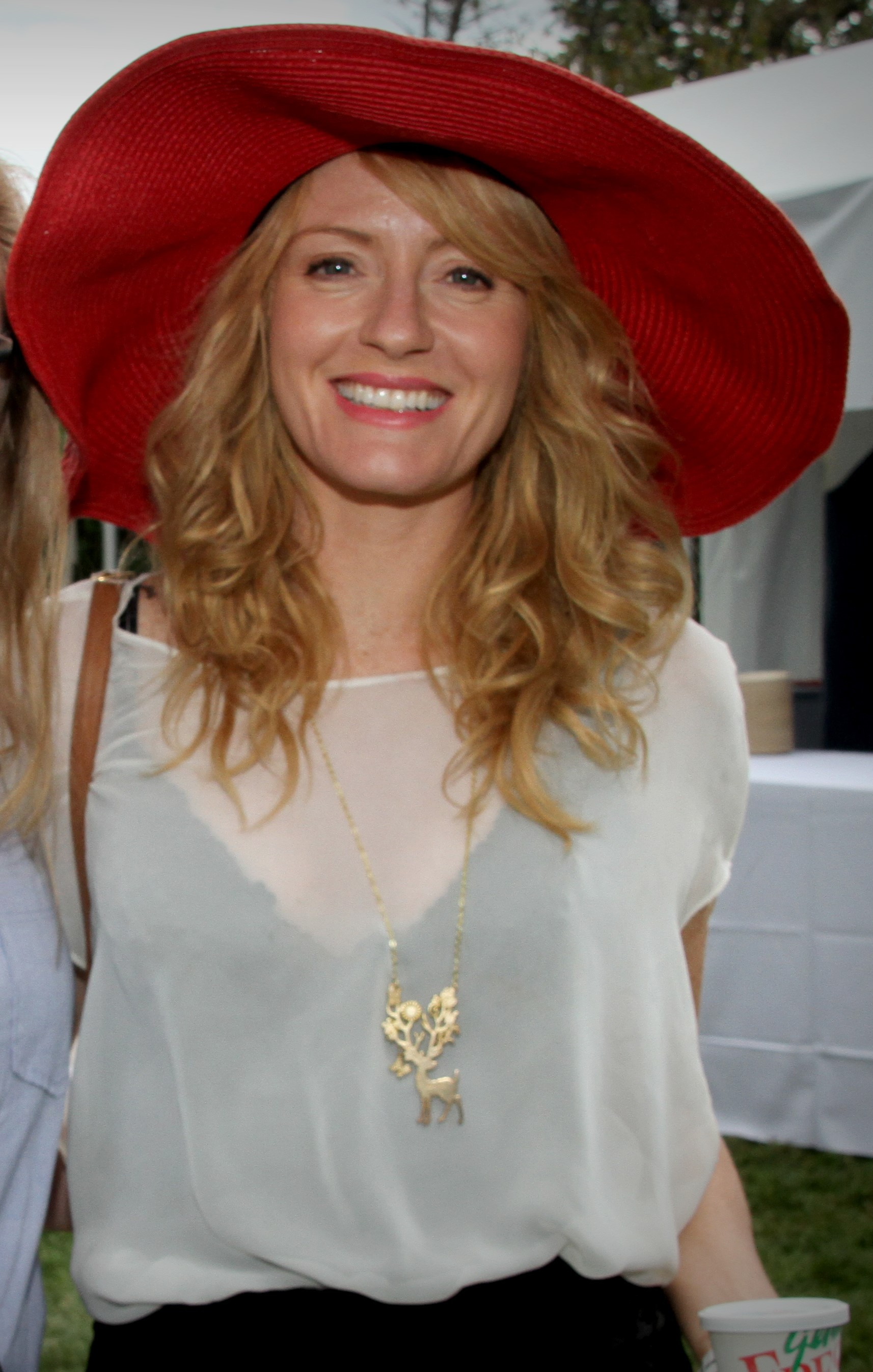
Hélène Joy, 2012

Hélène Joy (* 21. Oktober 1978 in Perth) ist eine kanadisch-australische Schauspielerin.

## Leben
Joy wurde in Perth geboren und wuchs in Australien auf. Mit der Schauspielerei begann sie an der Kewdale Senior High School und tourte anschließend mit einer Jugendtheatergruppe durch Europa. Sie studierte ein Jahr lang Theater im Hauptfach an der Curtin University, bevor sie an der Western Australia Academy of Performing Arts in Perth angenommen wurde, wo sie einen Abschluss in Performance machte. Sie gewann den Leslie Anderson Award der Akademie als beste Darstellerin. Sie spielte in Australien einige Jahre lang in Theater- und kleineren Film- und Fernsehproduktionen, bevor sie im Jahr 2000 nach Vancouver, Kanada auswanderte.

## Theater
Joy begann ihre Theaterkarriere in den 1990ern in Australien. Sie spielte regelmäßig in Sydney-Ensembles der Bell Shakespeare Company und der Melbourne Theatre Company. In Kanada gab sie 2012 ihr Theaterdebüt mit einer Rolle in Andrew Bovells Speaking in Tongues im The Company Theatre in Toronto.

## Filmschauspiel
In Australien hatte Joy kleinere Rollen in Fernsehserien wie Snowy River: The McGregor Saga (1996), Water Rats – Die Hafencops (1996–97), Big Sky (1997) und Stingers (1999). Nach ihrem Umzug nach Vancouver folgten Rollen in Produktionen wie First Wave – Die Prophezeiung (2000), Outer Limits – Die unbekannte Dimension (2001), The Chris Isaak Show (2002) und The Twilight Zone (2002). 2003 erhielt sie die Hauptrolle der Judy Surgick in der kurzlebigen Fernseh-Sitcom An American in Canada auf dem Sender CBC. Für diese Rolle wurden sie und ihr Team 2003 für den Gemini Award in der Kategorie „Beste Ensembleperformance in einer Comedyserie“ nominiert.
Noch von Vancouver aus übernahm sie mehrere Nebenrollen in Toronto, beispielsweise The Murdoch Mysteries: Under the Dragon's Tail (2004), bevor sie schließlich endgültig nach Toronto umzog. Dort folgen Rollen in kanadischen Fernsehserien wie This Is Wonderland (2005–06) und ReGenesis (2006). Zwischen 2007 und 2010 spielte sie in Durham County – Im Rausch der Gewalt sowie 2008 als Doc in der Primetime-Seifenoper MVP: The Secret Lives of Hockey Wives.
Zu Weihnachten 2007 spielte sie im Fantasy-Musicalfilm The Secret of the Nutcracker mit Brian Cox für den Sender CBC. 2008 hatte sie eine Rolle in An Old Fashioned Thanksgiving mit Jacqueline Bisset auf dem Sender Hallmark. Sie hatte Gastrollen unter anderem in Heartland – Paradies für Pferde, Rookie Blue (2011), Republic of Doyle – Einsatz für zwei (2012) und The L.A. Complex (2012).
Obwohl sie in Under the Dragon's Tail, dem dritten Fernsehfilm über William Murdoch und seine einzigartige Art der Detektivarbeit, eine andere Figur spielte, war die Autorin des Buches, Maureen Jennings, von Joys schauspielerischen Fähigkeiten so angetan, dass sie die Produzenten der Serie überzeugte, Joy für die Rolle der „Dr. Julia Ogden“ auszuwählen. Infolgedessen spielt Joy diese Rolle in Murdoch Mysteries seit 2008.

## Voice Acting
In einigen Produktionen hatte sie Rollen als Synchronsprecherin. Sie lieh ihre Stimme beispielsweise „Gabi“ und „Polly“ in der australisch-kanadischen Zeichentrickserie Sunnyside und Shelly in The Eggs (2004), Faireez (2005), The Secret World of Og (2006), Pearlie (2009), und Detentionaire (2012).

## Filmografie

### Film
- 1997: The Beneficiary
- 2005: Desolation Sound
- 2011: At the Bottom of the Hill
- 2016: Sadie's Last Days on Earth

### Fernsehen
- 1996: Snowy River
- 1996: G.P.
- 1997: Water Rats – Die Hafencops – Episode: The Shaft
- 1997: Water Rats – Die Hafencops – Episode: Sex Games
- 1997: Big Sky – Episode: Simple Twist of Fate
- 1997: Fable
- 1998: Never Tell Me Never
- 1998: Blue Heelers – Episode: Little Monsters
- 1999: Stingers – Episoden: Lunatic Fringe: Teil 1 & 2
- 2000: Dr. Jekyll und Mr. Hyde
- 2000: First Wave – Episode: Comes a Horseman
- 2001: Outer Limits – Die unbekannte Dimension – Episode: In the Blood
- 2001: Night Visions – Episode: Hate Puppet
- 2002: The Chris Isaak Show – Episode: The Hidden Mommy
- 2002: Twilight Zone – Episode: Mr. Motivation
- 2003: Andromeda – Episode: Vault of the Heavens
- 2002–2003: An American in Canada
- 2004: Puppets Who Kill – Episode: Dan and the Necrophiliac
- 2004: Murdoch Mysteries – Episode: Under the Dragon's Tail
- 2005: The Collector – Episode: The Ripper
- 2005: Murder in the Hamptons
- 2005: Beautiful People – Episode: Dark, Room, Chemicals
- 2005–2006: This Is Wonderland – Episoden 3.2, 3.12
- 2006: ReGenesis
- 2007: The Secret of the Nutcracker
- 2008: M.V.P.
- 2008: An Old Fashioned Thanksgiving
- Seit 2008: Murdoch Mysteries
- 2009: Pearlie
- 2007–2010: Durham County
- 2010: The Being Frank Show – Episode 1.2
- 2010: Heartland – Episode: A Heartland Christmas
- 2011: Rookie Blue – Episode: God's Good Grace
- 2011: Detentionaire
- 2011: Stay with Me
- 2012: The L.A. Complex – Episode: Other Side of the Door
- 2012: Republic of Doyle – Episode: Rusted Steele
- 2013: Murdoch Mysteries: Nightmare on Queen Street
- 2014–2015: Heartland – Paradies für Pferde

## Nominierungen und Awards
Im Jahr 2006 wurde Joy als „Beste Nebendarstellerin einer Drama- oder Miniserie“ in Murdoch Mysteries: Under the Dragon's Tail für einen Gemini Award nominiert.  Außerdem wurde sie nominiert für die „Beste Gastrolle einer Dramaproduktion“ in ReGenesis. 2011 und 2012 wurde sie für ihre Rolle in Murdoch Mysteries beim Festival de Télévision de Monte-Carlo für einen Award als „herausragende Schauspielerin in einer Dramaserie“ nominiert.
In den Jahren 2014, 2017 und 2018 wurde sie jeweils für den Canadian Screen Award als „Beste Hauptrolle“ in der Serie Murdoch Mysteries nominiert.
An der Western Australia Academy of Performing Arts gewann sie den Leslie Anderson Award als beste Darstellerin. Im Jahr 2005 gewann sie einen Leo Award für die „beste Hauptrolle einer Schauspielerin in einem feature-length Drama“ für ihre Rolle in Desolation Sound. Für ihre Rolle in Durham County gewann sie den Gemini Award für die „beste Schauspielleistung in einer fortlaufenden dramatischen Hauptrolle“.